# たちまち はだかの業界物語
『たちまち はだかの業界物語』（たちまち はだかのぎょうかいものがたり）は、安田理央原作
、前川かずお作画による日本の漫画作品。日本文芸社『ゴラクエッグ』で2017年から2020年にかけて連載され、2020年3月28日に単行本化。

## 概要
アダルトビデオ（以下、AV）業界を題材にしたコメディ作品。突然AV業界に飛び込むことになった主人公を軸に、AV業界のまめ知識を織り交ぜ、悲哀と恋を描いていく。タイトルは「たちまち」業界に踏み込んだというあらましと、業界用語「勃ち待ち」から取られている。
安田理央にとって初の漫画原作作品。原作の大本は2016年以前に執筆しており、3年の連載中、また単行本発売時点のAV業界と差異もあるため、作中時代設定も常に2016年以前としている。
連載終了後には作品舞台であるAV業界について語り合う「『たちまち はだかの業界物語』発売記念！ AVというお仕事」を企画し、原作者の安田、紗倉まな、朝霧浄が登壇予定だったが新型コロナウイルス感染拡大によって中止された。

## あらすじ
借金を抱え職探しをする40歳の中年男が飛び込んだのはなんとAVの世界だった。そこで知り合う新人顔ばれNGの女優。一癖二癖ある関係者。がんじがらめの自主規制ルールなどに翻弄され、松浦佳也は表現する面白みに取りつかれていく。ある日、新人女優・りんなの元カレが憧れの映画監督だったと知り、さらに状況は二転三転!?

## 登場人物

### 主要登場人物
松浦佳也
40歳、コンビニのバイト店員。30歳で広告会社を創業するも10年で潰す。飲み屋で後輩の片野に誘われ、仕事を手伝うことにしたが、彼の現在の本業はAV監督であった。
学生時代に自主映画に関わっていたことがあり、名画座好き。好きな映画監督は草堂晶。すぐに勃起する下半身は鬼こん棒に例えられる。
真弓りんな
見た目は中学生の童顔AV女優。プロフィール上の年齢は18歳。『援交美少女カタログVol.5』で複数人の出演者のうちの一人としてデビュー。体幹が強く、騎乗位は伝説の女優・広瀬愛にも例えられる。ルックスと愛嬌で業界内人気も高いが、学生身分を守るために雑誌NGにしている企画単体。
AVは小学生時代からこっそりネットでサンプル動画見ており、買える年代になった際にはイベントに行くほどAV好き。小野寺キョ―コに顔を覚えられたことでスカウトされ女優の道に進む。
実際の年齢は20歳で、本名は白田里美。好きな映画監督はアレハンドロ・ホドロスキー。好きな映画は『恐怖奇形人形』『徳川いれずみ師』（2本立て）。老け専で初めての相手も50歳。
原作の安田によると、複数人の実在の女優の逸話を織り交ぜ骨格にしている。
片野敬二
35歳、映像制作アルファビル所属のAV監督。見た目はロン毛でチャラい。
小野寺キョ―コ
真弓りんなの所属するモデルプロダクション・アイボリータワー社長。38歳。元 AV女優で当時は神の手コキの異名で呼ばれた。
芦田美雪
25歳、AV女優。売れっ子の企画単体女優。
星野早紀
イーストヴィレッジ専属女優。金髪で巨乳。デビュー前に専門誌の表紙になるなど力を入れられている。
れい
キャリア1年の新人女優。松浦初のドラマ作品の主軸女優に抜擢。演技経験はないが、指導によって引き出される。
ブランキー立花
45歳、AV男優。色黒。股間に特大砲を持つ。
藤沼セブン
54歳、アルファビル社長。若き日はカンパニー松尾らとともに、ハメ撮りカメラマンとして一世を風靡した。かつては一般の映像媒体で活動しており、草堂晶とも親しい。
草堂晶
映画監督。『エデン』、『太平洋大通り』など名作と呼ばれる作品も多い。藤沼と同年代で髪色はロマンスグレー。実は初体験のりんなの初体験相手であり、元カレ。